# D'Aubremé

Familiewapen van D'Aubremé

D'Aubremé was een geslacht van Noord-Franse oorsprong, waarvan een lid in 1826 werd verheven in de Nederlandse adel.

## Geschiedenis
De eerst bekende voorvader is Charles d'Aubremé die in 1726 in de stad Brussel overleed. Zijn kleinzoon was Alexandre Charles Joseph Ghislain d'Aubremé (1773-1835), minister van Oorlog die in 1826 de titel van graaf kreeg, verleend bij eerstgeboorte. Hij had geen nageslacht en met zijn dood in 1835 stierf het 'adellijke geslacht' uit.

## Enkele telgen
Charles d'Aubremé (†1726)
- Charles Franciscus Josephus Laurentius d'Aubremé (1709-1781)
  - Alexandre Charles Joseph Ghislain d'Aubremé (1773-1835), minister van Oorlog